# The Lords of the New Church (album)
| Recensione | Giudizio |
| ---------- | -------- |
| AllMusic   |          |

The Lords of the New Church è il primo album in studio dell'omonimo supergruppo musicale britannico, pubblicato nel 1982 dalla I.R.S. Records.

## Tracce
1. New Church – 3:30 (Stiv Bators, Brian James)
2. Russian Roulette – 3:44 (T.D. James)
3. Question of Temperature – 2:55 (Mike Appel)
4. Eat Your Heart Out – 2:34 (Stiv Bators, Brian James)
5. Portobello – 3:00 (Stiv Bators, Brian James)
6. Open Your Eyes – 3:29 (Stiv Bators, Brian James)
7. Livin' on Livin' – 3:21 (Stiv Bators, Brian James)
8. Li'l Boys Play With Dolls – 3:42 (Stiv Bators, Brian James)
9. Apocalypso – 3:09 (Stiv Bators, Brian James)
10. Holy War – 4:19 (Stiv Bators, Brian James)
11. The Young Don't Cry – 3:44
12. Girls Girls Girls – 3:01 (Stiv Bators, Brian James)
13. I'm Not Running Hard Enough – 3:35

## Formazione
- Stiv Bators - voce
- Brian James - chitarra
- Dave Tregunna - basso
- Nicky Turner - batteria